# یواس‌اس کافمن (اف‌اف‌جی-۵۹)
یواس‌اس کافمن (اف‌اف‌جی-۵۹) (به انگلیسی: USS Kauffman (FFG-59)) یک کشتی است که طول آن ۴۵۳ فوت (۱۳۸ متر) می‌باشد. این کشتی در سال ۱۹۸۶ ساخته شد.